# Preussia africana
Preussia africana är en svampart som beskrevs av Arenal, Platas & Peláez 2005. Preussia africana ingår i släktet Preussia och familjen Sporormiaceae.   Inga underarter finns listade i Catalogue of Life.